# گورگن هایراپتیان
گورگن (گریگور) میکائیلی هایراپتیان (ارمنی: Գուրգեն (Գրիգոր) Միքայելի Հայրապետյան؛ زادهٔ ۹ اوت ۱۹۱۴ - درگذشته ۱۴ مارس ۱۹۹۸) یک فرد نظامی اهل ارمنستان بود .

## زندگی‌نامه
در ۲۲ اوت [سبک قدیمی: ۹ اوت] ۱۹۱۴ در وارنکاتاغ به دنیا آمد و از دوره ویسترل و آکادمی نظامی فرونزه (۱۹۵۲) فارغ‌التحصیل شد. وی همچنین برنده قهرمان اتحاد شوروی، نشان لنین (۱۹۴۰)، نشان پرچم سرخ، نشان جنگ میهنی درجه یک (۱۹۸۵) و درجه دو، نشان ستاره سرخ (۱۹۴۳ و ۱۹۵۱)، نشان شایستگی نبرد، مدال به مناسبت یکصدمین سالگرد تولد ولادیمیر ایلیچ لنین، مدال "برای دفاع از لنینگراد"، مدال دفاع از قفقاز، مدال به خاطر پیروزی مقابل آلمان در جنگ بزرگ میهنی (۱۹۴۵–۱۹۴۱)، مدال بیستمین سال پیروزی در جنگ بزرگ میهنی (۱۹۴۵–۱۹۴۱)، مدال به خاطر پیروزی مقابل ژاپن، نشان پیش‌کسوت کار شده است. وی در ۱۴ مارس ۱۹۹۸ در سن ۸۳ سالگی در ایروان درگذشت و در آرامستان شاهومیان به خاک سپرده شد.

## یادداشت
1. ↑  փոխգնդապետ
2. ↑  Խորհրդային բանակի ներխուժումը Լեհաստան
3. ↑  Խորհրդա-ֆիննական պատերազմ
4. ↑  Վիստրել և Մ. Վ. Ֆրունզեի անվան ռազմական ակադեմիա